# Bufo mauritanicus
Bufo mauritanicus là một loài cóc thuộc họ Bufonidae. Loài này có ở Algérie, Maroc, Tây Ban Nha, Tunisia, và có thể cả Tây Sahara.
Môi trường sống tự nhiên của chúng là rừng khô nhiệt đới hoặc cận nhiệt đới, vùng cây bụi khô khu vực nhiệt đới hoặc cận nhiệt đới, sông ngòi, đầm nước ngọt, đầm nước ngọt có nước theo mùa, đất canh tác, vùng đồng cỏ, và các đồn điền. Chúng hiện đang bị đe dọa vì mất nơi sống.

## Hình ảnh

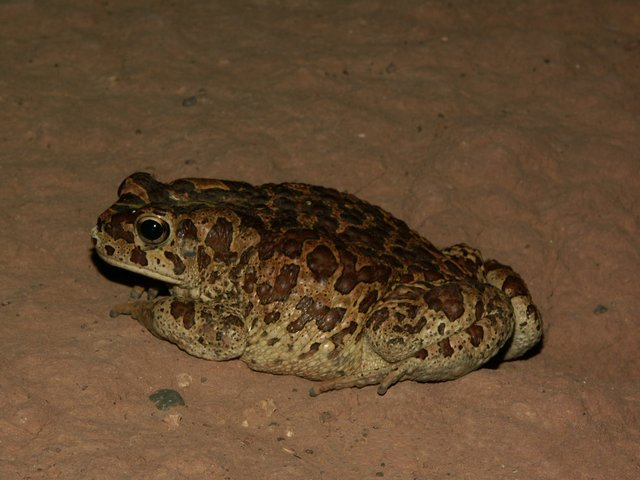
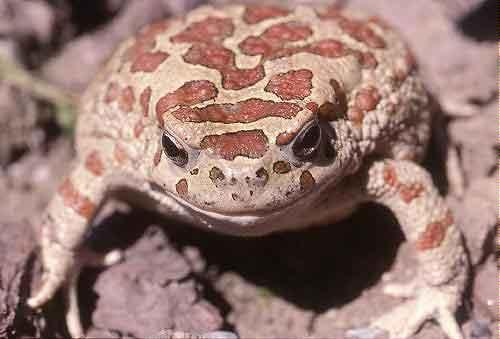
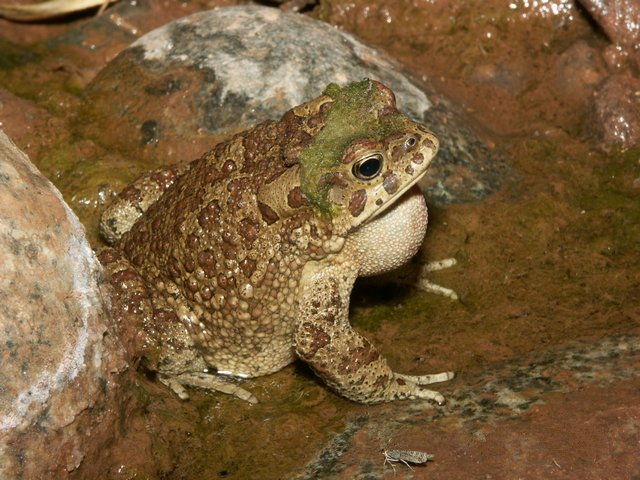